# Pseudotorymus napi
Pseudotorymus napi är en stekelart som först beskrevs av Amerling och Kirchner 1860.  Pseudotorymus napi ingår i släktet Pseudotorymus och familjen gallglanssteklar. Arten är reproducerande i Sverige. Inga underarter finns listade i Catalogue of Life.